# Neal McDonough
Neal McDonough (Boston, 13 febbraio 1966) è un attore statunitense.

## Biografia
Nasce a Dorchester, in Massachusetts, figlio di immigrati irlandesi cattolici, Catherine e Frank McDonough, proprietari di un motel. Cresce a Barnstable (Massachusetts), studiando presso la Barnstable High School e si laurea Bachelor of Fine Arts nel 1988 all'Università di Syracuse. Per un breve periodo studia presso la London Academy of Music and Dramatic Art. Ha quattro fratelli ed una sorella, ed è sposato con Ruvé Robertson, con la quale ha avuto cinque figli: Morgan Patrick (2005), Catherine Maggie (2007), London Jane (2010), Clover Elizabeth (2011) e James Hamilton (2014).
Con alle spalle un lungo curriculum televisivo, McDonough acquista popolarità grazie al ruolo del Tenente Hawke in Star Trek - Primo contatto e quello del Tenente Lynn 'Buck' Compton nella miniserie Band of Brothers - Fratelli al fronte. Ha preso parte a film come Minority Report, The Guardian - Salvataggio in mare, Flags of Our Fathers, The Hitcher e 88 minuti. È stato nel cast della quinta stagione di Desperate Housewives, dove interpretava Dave Williams, marito di Edie Britt. È inoltre presente, nella terza stagione di Justified recitando il ruolo di Robert Quarles.
Diventa uno dei protagonisti, a partire dal 2002, della serie Boomtown, nella parte del procuratore distrettuale David McNorris, recitando il ruolo fino alla fine della serie nel 2003. Nel 2004 diventa il protagonista della serie televisiva Medical Investigation, recitando il ruolo del dottor Stephen Connor; la serie viene cancellata dopo una sola stagione. Nel 2009 ha ottenuto il ruolo dello spietato M. Bison nel film Street Fighter - La leggenda, basato alla serie di videogiochi picchiaduro, diretto da Andrzej Bartkowiak.
Prende parte, nel 2011, al film del Marvel Cinematic Universe Captain America - Il primo Vendicatore, di Joe Johnston, interpretando la parte di Dum Dum Dugan. Nel 2014 viene ufficializzato il suo ingaggio nella serie televisiva in onda su USA Network, Suits, dove interpreterà Sean Cahill, un investigatore della Commissione di vigilanza sulla Borsa. A partire dal 2015 prende parte alla quarta stagione della serie televisiva Arrow interpretando la parte di Damien Darhk, ricoprendolo poi nella serie Legends of Tomorrow. Nel 2019 ha interpretato il maggiore Bennington nel film Sonic - Il film, diretto da Jeff Fowler, uscito nelle sale cinematografiche del 2020. Nel 2021 ottiene il ruolo del sadico scienziato William Birkin nel film reboot Resident Evil: Welcome to Raccoon City, basato alla serie di videogiochi della Capcom, diretto da Johannes Roberts.

## Filmografia

### Attore

#### Cinema
- Angels (Angels in the Outfield), regia di William Dear (1994)
- Tre desideri (Three Wishes), regia di Martha Coolidge (1995)
- Faccia da bastardo (One Tough Bastard), regia di Kurt Wimmer (1995)
- Star Trek - Primo contatto (Star Trek: First Contact), regia di Jonathan Frakes (1996)
- Fire Down Below - L'inferno sepolto (Fire Down Below), regia di Félix Enríquez Alcalá (1997)
- Circles, regia di Adam Kreutner (1998)
- L'insaziabile (Ravenous), regia di Antonia Bird (1999)
- A Perfect Little Man, regia di Jeff Hare (1999)
- Minority Report, regia di Steven Spielberg (2002)
- You're Killing Me..., regia di Antoni Stutz (2003)
- They Call Him Sasquatch, regia di David H. Venghaus Jr. (2003)
- Timeline - Ai confini del tempo (Timeline), regia di Richard Donner (2003)
- They Call Him Sasquatch, regia di David H. Venghaus Jr. (2003)
- A testa alta (Walking Tall), regia di Kevin Bray (2004)
- Silent Men, regia di Bashar Shbib (2005)
- The Guardian - Salvataggio in mare (The Guardian), regia di Andrew Davis (2006)
- L'ultima occasione (The Last Time) (2006)
- Flags of Our Fathers, regia di Clint Eastwood (2006)
- The Hitcher, regia di Dave Meyers (2007)
- Brothers Three: An American Gothic, regia di Paul Kampf (2007)
- Machine, regia di Michael Lazar (2007)
- Il nome del mio assassino (I Know Who Killed Me), regia di Chris Sivertson (2007)
- 88 minuti (88 Minutes), regia di Jon Avnet (2008)
- Traitor - Sospetto tradimento (Traitor), regia di Jeffrey Nachmanoff (2008)
- Il coraggio di vincere (Forever Strong), regia di Ryan Little (2008)
- Street Fighter - La leggenda (Street Fighter: The Legend of Chun-Li), regia di Andrzej Bartkowiak (2009)
- Ticking Clock, regia di Ernie Barbarash (2011)
- Little Birds, regia di Elgin James (2011)
- Captain America - Il primo Vendicatore (Captain America - The First Avenger), regia di Joe Johnston (2011)
- Philly Kid (The Philly Kid), regia di Jason Connery (2012)
- Presa mortale - Il nemico è tra noi (The Marine 3: Homefront), regia di Scott Wiper (2013)
- Red 2, regia di Dean Parisot (2013)
- Company of Heroes, regia di Don Michael Paul (2013)
- Affari di famiglia (Bad Country), regia di Chris Brinker (2014)
- Falcon Rising, regia di Ernie Barbarash (2014)
- Il superpoliziotto del supermercato 2 (Paul Blart: Mall Cop 2), regia di Andy Fickman (2015)
- The Unspoken, regia di Sheldon Wilson (2015)
- The Jesuit, regia di Alfonso Pineda Ulloa (2015)
- Greater, regia di David Hunt (2016)
- 1922, regia di Zak Hilditch (2017)
- Game Over, Man!, regia di Kyle Newacheck (2018)
- Proud Mary, regia di Babak Najafi (2018)
- Sonic - Il film (Sonic the Hedgehog), regia di Jeff Fowler (2020)
- Killerrobots, regia di Mark Toia (2020)
- Resident Evil: Welcome to Raccoon City, regia di Johannes Roberts (2021)
- The Jesuit, regia di Alfonso Pineda Ulloa (2022)
- Boon, regia di Derek Presley (2022)
- The Last Rodeo, regia di Jon Avnet (2025)

#### Televisione
- China Beach – serie TV, 1 episodio (1991)
- In viaggio nel tempo (Quantum Leap) – serie TV, 1 episodio (1991)
- Babe Ruth, regia di Mark Tinker – film TV (1991)
- Prova schiacciante (The Burden of Proof), regia di Mike Robe – film TV (1992)
- Cruel Doubt, regia di Yves Simoneau – film TV (1992)
- Il giorno del sacrificio (In the Line of Duty: Ambush in Waco), regia di Dick Lowry – film TV (1993)
- Jack's Place – serie TV, 1 episodio (1993)
- Jack Reed: Una questione d'onore (Jack Reed: Badge of Honor), regia di Kevin Connor – film TV (1993)
- Cybill – serie TV, 1 episodio (1995)
- JAG - Avvocati in divisa (JAG) – serie TV, 1 episodio (1995)
- VR.5 – serie TV, 1 episodio (1995)
- White Dwarf, regia di Peter Markle – film TV (1995)
- Il cliente (The Client) – serie TV, 1 episodio (1995)
- Blue River, regia di Larry Elikann – film TV (1995)
- Murphy Brown – serie TV, 1 episodio (1996)
- NYPD - New York Police Department – serie TV, 1 episodio (1996)
- Moloney – serie TV, 1 episodio (1996)
- Murder One – serie TV, 4 episodi (1996)
- Murder Live!, regia di Roger Spottiswoode – film TV (1997)
- Invasione letale (Invasion), regia di Armand Mastroianni – film TV (1997)
- Un detective in corsia (Diagnosis: Murder) – serie TV, 2 episodi (1998)
- Grace & Glorie, regia di Arthur Allan Seidelman – film TV (1998)
- Balloon Farm, regia di William Dear – film TV (1999)
- Just Shoot Me! – serie TV, 1 episodio (1999)
- Profiler - Intuizioni mortali (Profiler) – serie TV, 1 episodio (1999)
- Più forte ragazzi (Martial Law) – serie TV, 3 episodi (2000)
- Band of Brothers - Fratelli al fronte (Band of Brothers) – miniserie TV, 8 episodi (2001)
- UC: Undercover – serie TV, 1 episodio (2001)
- X-Files – serie TV, episodi 9x09-9x10 (2002)
- Boomtown – serie TV, 24 episodi (2002-2003)
- Medical Investigation – serie TV, 20 episodi (2004-2005)
- Squadra emergenza (Third Watch) – serie TV, 1 episodio (2005)
- Traveler – serie TV, 6 episodi (2007)
- Ritorno al mondo di Oz (Tin Man) – miniserie TV, 3 episodi (2007)
- Desperate Housewives – serie TV, 24 episodi (2008-2009)
- Terriers - Cani sciolti (Terriers) – serie TV, 2 episodi (2010)
- Law & Order: Criminal Intent – serie TV, 1 episodio (2011)
- Justified – serie TV, 12 episodi (2012)
- CSI: NY – serie TV, 1 episodio (2012)
- Perception – serie TV, 1 episodio (2012)
- Mob City – serie TV, 6 episodi (2013)
- CSI - Scena del crimine (CSI: Crime Scene Investigation) – serie TV, 1 episodio (2013)
- Suits – serie TV, 17 episodi (2014-2019)
- Agents of S.H.I.E.L.D. – serie TV, 1 episodio (2014)
- To Appomattox – miniserie TV, 4 episodi (2015)
- Agent Carter – serie TV, 1 episodio (2015)
- Public Morals – serie TV, 9 episodi (2015)
- Arrow – serie TV, 19 episodi (2015-2016)
- The Flash – serie TV, 4 episodio (2015-2022)
- Legends of Tomorrow – serie TV, 21 episodi (2016-2020)
- Rogue – serie TV, 5 episodi (2017)
- Survivor's Remorse – serie TV, 1 episodio (2017)
- Project Blue Book – serie TV, 20 episodi (2019-2020)
- Van Helsing – serie TV, 9 episodi (2019-2021)
- Yellowstone – serie TV, 6 episodi (2019)
- Altered Carbon – serie TV, 1 episodio (2020)
- The 100 – serie TV, 5 episodi (2020)
- American Horror Story – serie TV, 4 episodi (2021)
- 9-1-1: Lone Star – serie TV, 6 episodi (2022-2023)
- Tulsa King – serie TV, 9 episodi (2024)

### Doppiatore
- Captain America: Il super soldato (Captain America: Super Soldier) – videogioco (2011)
- Call of Duty: Black Ops III – videogioco (2015)
- What If...? – serie animata, 1 episodio (2021)

## Doppiatori italiani
Nelle versioni in italiano delle opere in cui ha recitato, Neal McDonough è stato doppiato da:
- Fabrizio Pucci in Medical Investigation, Traitor - Sospetto tradimento, Il coraggio di vincere, Street Fighter - La leggenda, American Horror Story, Arrow, The Flash, The 100, Legends of Tomorrow, 1922, Game Over, Man!, Yellowstone, Resident Evil: Welcome to Raccoon City, The Jesuit
- Roberto Pedicini in Desperate Housewives, Justified, Agent Carter, Agents of S.H.I.E.L.D., Tulsa King
- Francesco Prando in Più forte ragazzi, Ritorno al mondo di Oz, American Horror Story
- Mario Cordova ne Il superpoliziotto del supermercato 2, Altered Carbon
- Davide Marzi in The Guardian - Salvataggio in mare, Suits
- Claudio Capone in Profiler - Intuizioni mortali
- Emiliano Coltorti in Band of Brothers - Fratelli al fronte
- Maurizio Trombini ne Il nome del mio assassino
- Pasquale Anselmo in X-Files
- Danilo De Girolamo in Minority Report
- Massimo De Ambrosis in The Hitcher
- Andrea Lavagnino in Affari di famiglia
- Antonio Sanna in Flags of Our Fathers
- Massimiliano Manfredi in Boomtown
- Luciano Roffi in L'insaziabile
- Roberto Draghetti in 88 minuti
- Fabrizio Russotto in CSI - Scena del crimine
- Nino D'Agata in Captain America - Il primo Vendicatore
- Roberto Chevalier in  Third Watch
- Massimo Rinaldi in A testa alta
- Guido Di Naccio in CSI: NY
- Roberto Accornero in Law & Order: Criminal Intent
- Massimo Lodolo in Perception
- Massimo Rossi in Red 2
- Luca Semeraro in Van Helsing
- Dario Oppido in Project Blue Book
- Alessio Cigliano in Sonic - Il film
- Enrico Di Troia in 9-1-1: Lone Star

Da doppiatore è stato sostituito da:
- Massimiliano Lotti in Captain America: Il super soldato
- Roberto Draghetti in Call of Duty: Black Ops III
- Roberto Pedicini in What If...?